# Histoire du droit en France sous le Second Empire
Cette page liste les grandes lois françaises promues sous le Second Empire (1852-1870).

## Lois de réforme

### 1854
- Réorganisation des corps d'infanterie français (1854) par décret impérial du 24 octobre 1854.

### 1857
- Loi relative à l'assainissement et à la mise en culture des Landes de Gascogne du 19 juin 1857.

### 1859
- Loi du 16 juin 1859 sur l'extension des limites de Paris.

### 1864
- Loi Ollivier du 25 mai 1864.

### 1867
- Loi Duruy du 10 avril 1867 sur l’enseignement primaire.

### 1868
- Loi militaire de 1868 ou Loi Niel, œuvre pour une nette augmentation du nombre de soldats.
- Loi de 1868 sur la presse. Supprime l'Autorisation préalable et le système d'avertissement, mais les délits de presse restent du ressort des tribunaux correctionnels et peuvent toujours être suspendus ou supprimés, et les journalistes enfermés.
- Loi sur les réunions de 1868. Supprime l'autorisation préalable pour toute réunion ne traitant ni de politique, ni de religion. Une simple déclaration suffit, avec la réserve que la réunion ne soit pas contraire à « la sécurité publique »[1].